# Megeri
Megeri is een bestuurslaag in het regentschap Blora van de provincie Midden-Java, Indonesië. Megeri telt 2096 inwoners (volkstelling 2010).